# Otto Robert von Grünewaldt
Otto Robert Moritz von Grünewaldt, bekannt als Moritz von Grünewaldt (* 5. Februar 1870 in Aahof,  Kreis Riga, Estland; † 17. Februar 1933 in München), war ein deutsch-baltischer Graphiker, Maler und Chemieingenieur. Er ist als Exlibris-Künstler und als Holz- bzw. Linolschnitt-Künstler bekannt.

## Leben

### Herkunft und Familie
Otto Robert stammte aus dem deutsch-baltischen Adelsgeschlecht von Grünewaldt. Sein Vater war der Distriktdirektor Johann Georg Alexander (* 1832), der mit Sophie Margarethe von Anrep (* 1837) verheiratet war. Otto Robert Moritz vermählte sich 1899 in London mit Lilian Mabel Adams (* 1869 in Dublin), ihre Nachkommen waren:
- Jane Marian von Grünewaldt (* 1900 in Riga)
- Ethel Maggi (* 1903 in Lindenberg, Livland)
- Axel Hans Wolter von Grünewaldt (* 1907 in Hamburg)

### Werdegang
Otto Robert Moritz besuchte das 1. Staatsgymnasium Riga und studierte von 1890 bis 1891 Chemie an der Kaiserlichen Universität Dorpat. Es schlossen sich weitere Studiengänge im Ingenieurwesen in Berlin-Charlottenburg und München an. Danach war er als Kulturingenier im Landeskulturbüro in Riga angestellt. 1906 ging er für zwei Jahre nach Hamburg und war zeitweilig künstlerischer Leiter einer Fabrik für Bronzewaren und Beleuchtungskörper. Erst im Jahre 1900 entdeckte Grünewaldts für sich die Malerei. In seinem Vorwort zu „MoGruenewaldt Original-Graphik“ schreibt Richard Braungart:

„Die Lieblingsmodelle von Gruenewaldt sind die Tiere, vor Allem solche des Waldes (Füchse, Hasen, Rehe usw.) und ganz besonders Vögel, einheimische und exotische, und es ist bald die wunderliche Form solcher Geschöpfe, die ihn reizt, bald die lustige Buntheit des Gefieders.
Selbstverständlich eignet sich für solche Zwecke der Holz- und Linoleumschnitt am besten, und man wird auch vielleicht finden, daß die Blätter von Gruenewaldts, die der idealen Verbindung dieser Techniken mit den oben genannten Motiven ihre Entstehung danken, die besten im bisherigen graphischen Werk des Künstlers sind. Doch soll damit seinen Landschaften, auch den radierten, nichts von ihrem tatsächlichen Wert genommen werden. Und es verdient in diesem Zusammenhang auch erwähnt zu werden, daß Moritz von Gruenewaldt nicht nur in der freien, sondern auch in der angewandten Graphik seinen Mann gestellt hat. Es gibt allerlei Gelegenheitsarbeiten und eine beträchtliche Anzahl guter Exlibris von ihm, die keine Luxusblätter, sondern echte Bücherzeichen sind und sich durch sinnvolle Klarheit, Knappheit und ausgezeichnete dekorative Haltung hervortun.
Alles in allem: der sympathische Künstler, der im Februar 50 Jahre alt geworden ist, hat in mehr als hinreichendem Maße den Beweis erbracht, daß man ein Ingenieur (oder was sonst) und trotzdem auch ein ernst zu nehmender Künstler von ansehnlichen Graden sein kann. Und daß sich seine Graphik in dem gewaltigen Wettbewerb, der gerade auf diesem Gebiet seit Jahren ungeheure Energiemengen dauernd aktiv erhält, doch langsam durchgesetzt hat, beweist mehr als alles, was sich zu ihren Gunsten sagen ließe, daß ihr Wert heute unantastbar geworden ist. Im übrigen ist Moritz von Gruenewaldt mit seinem Latein noch lange nicht zu Ende. Das dürfte nach dem bisher Geleisteten unzweifelhaft sein.
Wir erwarten noch Allerbestes von ihm.“

## Werke (Auswahl)
- Gruenewaldt, Moritz von (1870–1933), Ex Libris Arthur Wolf. Wolf und Zweig als Remarque. Erschienen: o. J., Radierung, Witte, Bibliographie 3, 246; Gutenberg 3565 – im Druck monogrammiert
- Moritz von Gruenewaldt  (um 1900). Exlibris für Otto von Gruenewaldt. Der gebeugt sitzende Dichter Homer, die Lyra spielend. Radierung, monogr. "MG", um 1900
- Moritz von Gruenewaldt (um 1900). Exlibris für A. Finke. Ein Fink, unter Kirschenzweig auf einem Steg sitzend, darunter Bücher. Linolschnitt mit drei Farben auf Japan, mit Bleistift bez. und sign. "3 farb. Linolschnitt MvGruenewaldt", um 1900
- Moritz von Grünewaldt, Winterlandschaft
- Moritz von Gruenewaldt, Der Eisvogel, Farblinolschnitt, 1913, auf Japan